# Fenestra cochleae

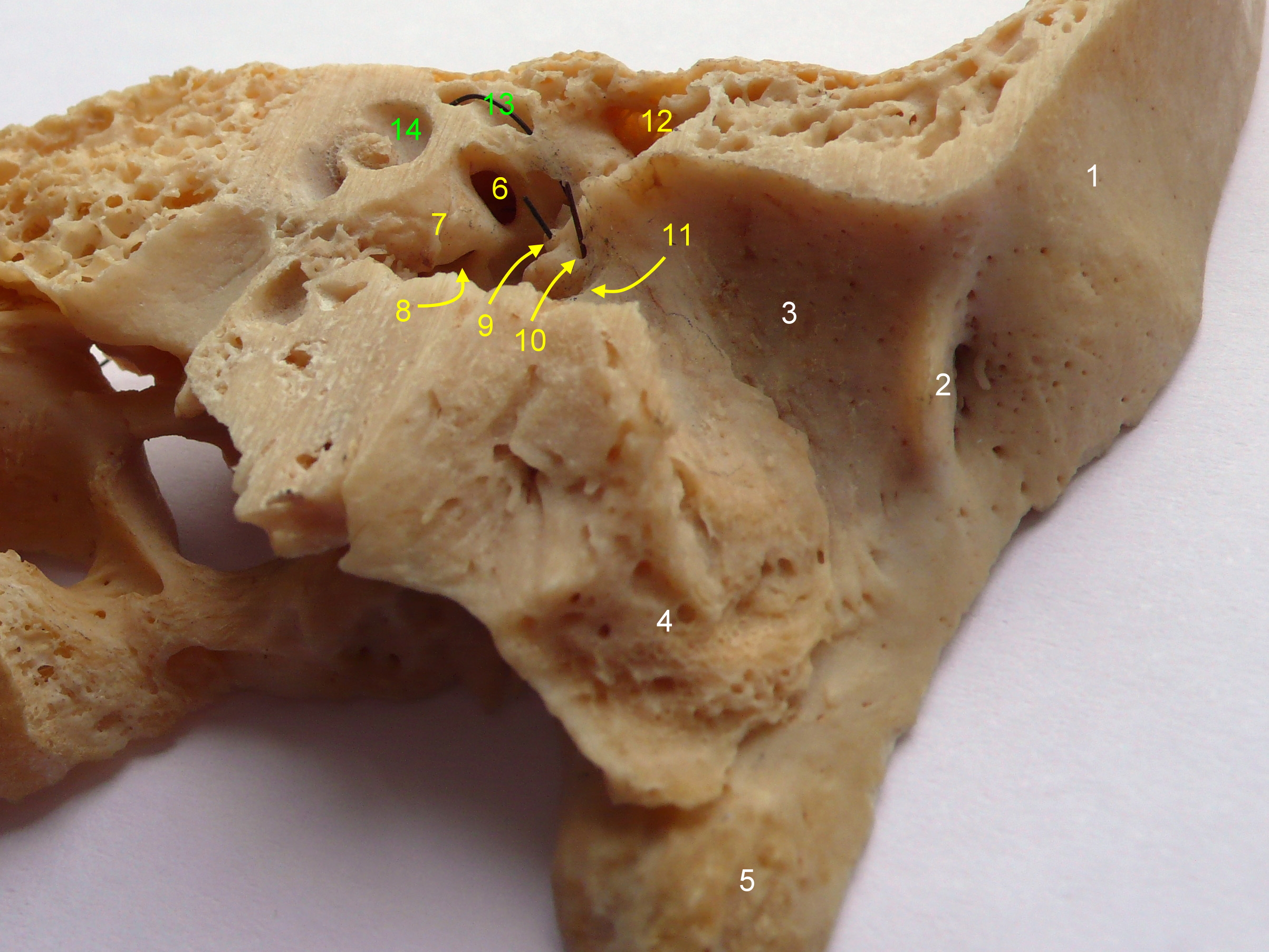
Schnitt durch ein menschliches Schläfenbein mit Fenestra cochleae (Nr. 8)

Die Fenestra cochleae (lat.; „Schneckenfenster“, wörtlich „Fenster der Schnecke“) oder das runde Fenster (Fenestra rotunda) ist ein Teil des Ohres der Landwirbeltiere. Es verbindet die Paukentreppe (Scala tympani) des Innenohrs mit dem Mittelohr. 
Die Gehörschnecke bildet, zusammen mit dem Gleichgewichtsorgan, einen im Wesentlichen mit Flüssigkeiten 
(Peri- und Endolymphe) gefüllten Hohlraum, der fast vollständig in Knochen eingebettet ist. Schallwellen 
werden über das ovale Fenster in dieses System übertragen. Da sich Flüssigkeiten kaum komprimieren lassen 
und sich das System aufgrund der knöchernen Einbettung nicht ausdehnen kann, dient eine zweite Öffnung, 
das runde Fenster, zum Druckausgleich. 
Im Einzelnen: 
Die Schallwellen treffen auf das Trommelfell, dieses überträgt die Schwingung auf die Gehörknöchelchenkette im Mittelohr; als deren letztes Glied wird die Fußplatte des Steigbügels und die damit verbundene Fenestra vestibuli (Ovales Fenster) bewegt. Dadurch wird nun die Perilymphe in der Vorhoftreppe (Scala vestibuli) in Schwingung versetzt. Diese steht über das Helicotrema mit der Paukentreppe in Verbindung, so dass sich deren Flüssigkeit gegenläufig dazu bewegt. Die Fenestra cochleae dient zum Druckausgleich.

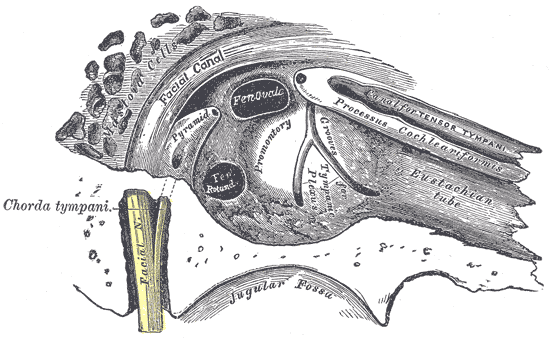
Das Fenestra cochleae oder rotunda (rundes Fenster) und darüber das Fenestra ovale oder vestibuli (ovales Fenster)